# Gilles Boileau (professeur)
Pour les articles homonymes, voir Gilles Boileau et Boileau.
Œuvres principales
- Le Silence des Messieurs, Oka terre indienne (1991)
- 1837 et les Patriotes de Deux-Montagnes, Les voix de la mémoire (1998)
- Rue du sang, Montréal 21 mai 1832, Élection mouvementée dans le Quartier Ouest (1999)
- Étienne Chartier, La colère et le chagrin d'un curé patriote (1999, 2010)
- Mirabel en histoires (2009)

Gilles Boileau (né à Saint-Eustache, au Québec, le 21 mai 1931, et mort le 27 décembre 2010) est détenteur d'un doctorat en géographie de l'Université de Bordeaux et fut professeur au Département de géographie de l'Université de Montréal de 1963 à 1993.
Il est surtout connu, depuis, pour ses activités visant à favoriser la mise en lumière des particularités et de l'histoire locales et régionales québécoises, partant chacun de sa propre région natale ou d'origine.
Il a laissé une importante collection de photographies, prises au long de ses voyages de géographe-historien, tant en France qu'au Québec, et dont il illustra ses cours, ses articles et ses livres.

## Biographie
Très tôt, Gilles Boileau s'intéressa à la riche histoire de son patelin, Saint-Eustache, et de sa région, le comté de Deux-Montagnes qui, en 1837-1838 (moins d'un siècle avant sa naissance), furent des hauts-lieux de rébellion armée, fortement réprimée. Les traces ou vestiges qu'on lui en montra, les récits qu'on lui en fit et, plus tard, les écrits qu'il lut, qui en témoignent ou qui tentent d'en expliquer les origines et les conséquences, tout cela lui fit développer une passion pour l'histoire et la géographie, pour l'étude de l'évolution spatio-temporelle des choses et des êtres : l'évolution physique, matérielle, et humaine, dans le temps et dans l'espace.
Son mémoire de maîtrise en géographie (en 1955) s'intitulait « Étude de peuplement du comté des Deux-Montagnes ».
Il ira ensuite s'imprégner de la culture européenne, durant plusieurs années, et complétera ses études doctorales à l'Université de Bordeaux.
En plus d'avoir fait carrière comme professeur de géographie à l'Université de Montréal (1963-1993), Gilles Boileau fut, notamment :
- secrétaire puis président de la Société de géographie de Montréal[3] ;
- commissaire au Bureau d'audiences publiques sur l'environnement ;
- président du Conseil de la Culture des Laurentides ;
- président de la Fédération québécoise de la Faune (biologie) ;
- membre du conseil d'administration de la Fédération des sociétés d'histoire du Québec (FSHQ) pendant quinze ans, 
dont deux à la présidence (de 1996 à 1998) ;
  - au cours de ses mandats à la FSHQ, il a veillé, entre autres, aux destinées des magazines de cet organisme :
    - il a participé de 1990 à 1995 à la revue Nouvelles
    - et il a été rédacteur en chef de la revue Histoire Québec[4] (qui a succédé à Nouvelles) et responsable de la publication des 27 numéros parus depuis 1995 jusqu'en 2005.

Comme géographe-historien, ses travaux ont surtout porté sur la restructuration des pouvoirs locaux en Amérique du Nord et son impact sur la gestion des problèmes socio-économiques et, également, sur la société civile, le nationalisme et les théories du fédéralisme et du constitutionalisme. Il est un habitué de la critique des sources d'information et, s'il juge que les travaux désirés existent, d'excellente qualité, il les présente, en accordant tout le crédit à leurs auteurs.
Il a aussi participé activement à la création de plusieurs sociétés d'histoire dont :
- La Société d'histoire de Mirabel.

Gilles Boileau a procédé de façon concentrique dans le choix de ses sujets d'intérêt, à partir de son lieu de naissance, qu'il affectionne au point de vouloir toujours y résider. Il publie plusieurs articles dans les hebdomadaires de sa région et sur le Web et participe notamment au site Panorama sur le Québec. Il est aussi l'auteur de quelques articles dans l'Encyclopédie canadienne, dont sur sa ville natale.

## Préfacier
Gilles Boileau signe la préface de :
- Mackay, Julien S., Notaires et patriotes. 1837-1838 :
  - 2006, Québec, Septentrion, 256 pages, 23 cm,  (ISBN 2-89448-478-X et 978-2-89448-478-4)[14]